# Nowa Wieś (Orzysz)
Nowa Wieś (deutsch Neuendorf) ist ein kleiner Ort in der polnischen Woiwodschaft Ermland-Masuren, der zur Gmina Orzysz (Stadt- und Landgemeinde Arys) im Powiat Piski (Kreis Johannisburg) gehört.

## Geographische Lage
Nowa Wieś liegt in der östlichen Woiwodschaft Ermland-Masuren, 23 Kilometer nordwestlich der Kreisstadt Pisz (deutsch Johannisburg).

## Geschichte
Im Jahre 1834 wurde Neuendorf gegründet und bestand aus einem sehr großen Hof. Der kleine Ort war Teil der Landgemeinde Chmielewen (1938 bis 1945: Talau, polnisch Chmielewo) im ostpreußischen Kreis Johannisburg und in seiner Geschichte mit der der Muttergemeinde verbunden.
In Kriegsfolge kam das gesamte südliche Ostpreußen und mit ihm auch Neuendorf zu Polen und erhielt die polnische Namensform „Nowa Wieś“. Heute gehört es als Ortschaft zur Stadt- und Landgemeinde Orzysz im Powiat Piski, bis 1998 der Woiwodschaft Suwałki, seither der Woiwodschaft Ermland-Masuren zugeordnet.

## Kirche
Neuendorf war bis 1945 in die evangelische Kirche Eckersberg in der Kirchenprovinz Ostpreußen der Kirche der Altpreußischen Union sowie in die römisch-katholische Kirche in Johannisburg (polnisch Pisz) im Bistum Ermland eingepfarrt.
Heute gehört Nowa Wieś katholischerseits zur Pfarrei Okartowo im Bistum Ełk der Römisch-katholischen Kirche in Polen. Die evangelischen Einwohner halten sich zur Kirche in der Kreisstadt Pisz in der Diözese Masuren der Evangelisch-Augsburgischen Kirche in Polen.

## Verkehr
Nowa Wieś ist von der polnischen Landesstraße 16 (einstige deutsche Reichsstraße 127) über Dąbrówka (Dombrowken, 1929 bis 1945 Eichendorf) aus über einen Landweg zu erreichen.
Die nächste Bahnstation ist Dąbrówka Górkło (Dombrowken/Eichendorf)-(Gurkeln) an der nicht mehr regulär befahrenen Bahnstrecke Czerwonka–Ełk (deutsch Rothfließ–Lyck).